# Обикновена беседкова птица
Обикновената беседкова птица (Amblyornis inornata) е вид птица от семейство Ptilonorhynchidae.

## Разпространение и местообитание
Разпространен е в Индонезия.